# Piet Hein Hoebens
Piet Hein Hoebens (Utrecht, 29 settembre 1948 – 22 ottobre 1984) è stato un giornalista olandese, scettico e critico della parapsicologia.
Hoebens è noto soprattutto per aver sfatato le affermazioni degli investigatori psichici. Ha lavorato come giornalista e ha indagato su alcune affermazioni di fenomeni paranormali. È stato un membro dello staff del quotidiano De Telegraaf per 13 anni ed anche membro del Committee for Skeptical Inquiry.
Era un socio di Marcello Truzzi, sociologo statunitense e creatore del Zetetic Scholar, una rivista di ricerca accademica sull'occultismo, la criptozoologia e campi correlati; Hoebens contribuì a quest'ultima riguardo alle affermazioni di sensitivi come Peter Hurkos e Gerard Croiset che ha trovato false.
Hoebens si suicidò nell'ottobre del 1984, all'età di 36 anni.

## Opere
- Hoebens, Piet Hein. (1981). Gerard Croiset: Investigation of the Mozart of "Psychic Sleuths". Skeptical Inquirer 6: 18–28.
- Hoebens, Piet Hein. (1981). The Mystery Men From Holland I: Peter Hurkos' Dutch Cases. Zetetic Scholar 8: 11–17.
- Hoebens, Piet Hein. (1982). Croiset and Professor Tenhaeff: Discrepancies in Claims of Clairvoyance. Skeptical Inquirer 6: 32–40.
- Hoebens, Piet Hein. (1982). Mystery Men From Holland II: The Strange Case of Gerard Croiset. Zetetic Scholar 9: 21–32.
- Hoebens, Piet Hein. (1983). Sense and Nonsense in Parapsychology. Skeptical Inquirer: 8: 121–132.
- Hoebens, Piet Hein. (with Marcello Truzzi, 1985). Reflections on Psychic Sleuths. In A Skeptic's Handbook of Parapsychology, ed. Paul Kurtz. Prometheus Books. pp. 631–643.
- Piet Hein Hoebens, Legitimacy of Unbelief: The Collected Papers of Piet Hein Hoebens, a cura di Gerd H. Hövelmann e Hans Michels, Vienna and Zurich, LIT-Verlag, 2017, OCLC 967855203.